# Dzwonkówka torfowcowa
Dzwonkówka torfowcowa (Entoloma sphagneti Naveau) – gatunek grzybów z rodziny dzwonkówkowatych (Entolomataceae).

## Systematyka i nazewnictwo
Pozycja w klasyfikacji według Index Fungorum: Entoloma, Entolomataceae, Agaricales, Agaricomycetidae, Agaricomycetes, Agaricomycotina, Basidiomycota, Fungi.
Po raz pierwszy gatunek ten opisał w 1923 r. Raymond Naveau. Synonim: Rhodophyllus sphagneti (Naveau) Kühner & Romagn. 1953. Polską nazwę zarekomendował w 2003 roku Władysław Wojewoda.

## Morfologia
Kapelusz
Średnica do 65 mm, stożkowato-wypukły do wypukłego. Powierzcxhnia brązowoszary, szara, zwykle z ciemniejszym garbkiem, higrofaniczna, półprzezroczysta, prążkowana, gładka, naga.
Blaszki
Gęste, mniej lub bardziej brzuchate, przyrośnięte do prawie wolnych, początkowo białawe lub szarawe, potem różowawe. Ostrza całe, tej samej barwy.
Trzon
Wysokość 70–110 mm, grubość 5–11 mm, cylindryczny, równy, grubo włókienkowaty, prążkowany, białawy, szary lub szarobrązowy.
Miąższ
Szarawy do brązowawego, smak łagodny i mączny, zapach nieprzyjemny, silnie mączny, przodobny do zapachu gąbki białosrebrzystej Tricholoma josserandii.
Cechy mikroskopowe
Podstawki 34–43,4 × 8,4–12,5 µm, maczugowate, czasami kręte, 4-zarodnikowe, czasami ze sprzążkami. Zarodniki 8–11,6 × 5,6–7,8 µm, Q = 1,2–1,4, wielokątne do prawie guzkowatych, cienkościenne, głównie heterodiametryczne. Cystyd brak. Skórka kapelusza zbudowana z promieniście ułożonych strzępek o szerokości 3,3–8,4 µm. Pigment bardzo blady, brązowy, wewnątrzkomórkowy. Sprzążki obecne.

## Występowanie i siedlisko
Podano stanowiska tylko w Europie. Gatunek bardzo rzadki. W Polsce jego stanowiska podała Z. Flisińska w 1982, 1985, 2002 i 2004 r. Aktualne stanowiska podaje także internetowy atlas grzybów. Znajduje się w nim na liście gatunków zagrożonych i wartych objęcia ochroną.
Grzyb naziemny występujący na torfowiskach wśród mchów torfowców i na wilgotnych, trawiastych terenach w towarzystwie brzozy brodawkowatej.